# ناصر جليل
ناصر جليل (بالإنجليزية: Nasir Jalil)‏ هو لاعب كرة قدم سنغافوري، ولد في 1955 في سنغافورة، وتوفي في 8 يونيو 2011 في ترغكانو في ماليزيا. شارك مع منتخب سنغافورة لكرة القدم.

## وصلات خارجية
- ناصر جليل على موقع الاتحاد الدولي (مؤرشف)  (الإنجليزية)
- ناصر جليل على موقع قاعدة بيانات كرة القدم.إي يو (الإنجليزية)